# イ・ヨンスン
イ・ヨンスン（1995年4月17日 - ）は、韓国出身のプロアイスホッケー選手。ポジションはゴールテンダー。アジアリーグアイスホッケーのHLアニャンに所属。

## 経歴
景福高等学校から高麗大学へ進学。
アジアリーグアイスホッケーのデミョン・キラーホエールズへ入団する。チームではアレクセイ・イワノフが正ゴールテンダーを務めており、イは控えだったため、出場は2試合の出場のみだった。コロナ禍の2021年3月に廃部となる。
2021年4月から兵役についた。股関節の故障歴から、社会服務要員としてソウルの地下鉄で勤務した。夜勤の際に氷上練習をしていた。
2023-2024シーズンにHLアニャンに入団し、4年ぶりに競技復帰。チームは2シーズン連続となる8度目の優勝を果たし、イ・ヨンスンも優勝を経験することになった。